# Distrito de Tio

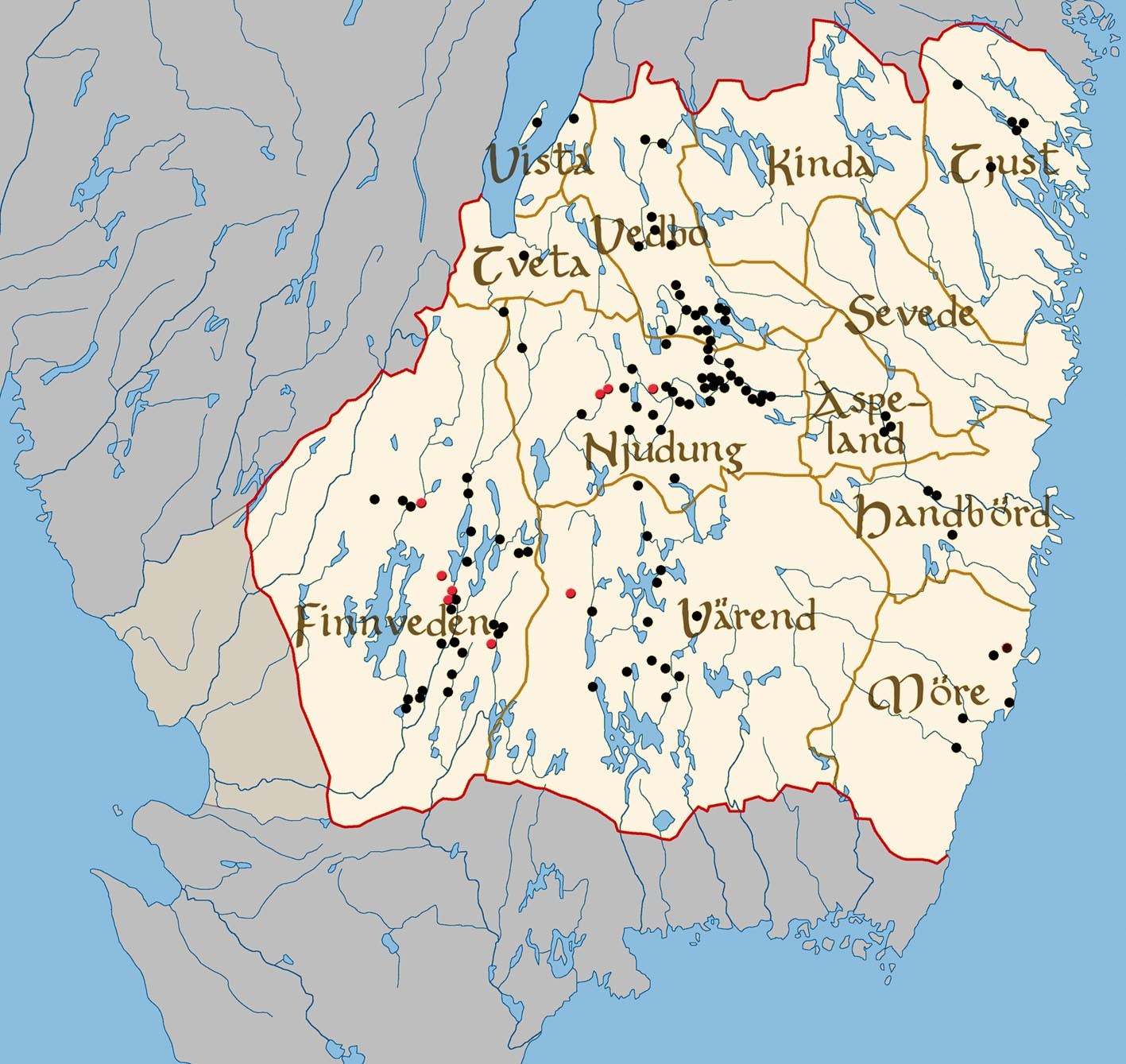
As pequenas terras da Esmolândia. Os pontos pretos e vermelhos marcam as pedras rúnicas da região

Tio (em sueco: Tiohärad, lit. "10 hundredos") foi um distrito legislativo (em sueco: lagsaga) da Esmolândia composto pelas pequenas terras (semelhantes às folclândias da Uplândia) de Verêndia, Niudúngia e Finuídia, cujo território corresponde, grosso modo, ao atual condado de Cronoberga. Se acredita que houvesse uma Lei do Distrito de Tio (Tiohäradslagen) vigente nessa região. Se formou, no mais tardar, no tempo do rei Canuto I (r. 1167–1196) e era gerido pelo legífero (em latim: legifer decem provinciarum). Em 16 de outubro de 1266, o legífero Carlos Filho de Ingeborga emitiu um certificado de troca imobiliária (istius emptionis sive concambij) e uma escritura de 30 de setembro de 1266 fala das "leis do legiferado" (leges legiferatus), isto é, as leis do distrito.